# Bagarmi
Bagarmi est un village du Cameroun qui appartient à la commune de Martap, dans la Région de l'Adamaoua et le département de la  Vina.

## Localisation
Le village de Bargami se situe au nord de la commune de Martap. Il est entouré du village Mandourou au sud et le village Hore-Bini a l'est. 

## Climat
La commune de Martap se caractérise par un climat tropical. On note une légère variation de température tout au long de l'année; 22,0 °C en juillet et 24,5 °C en mars. Cependant, la variation des précipitations atteint les 272 mm entre 274 mm au mois d'août et seulement 2 mm en décembre et en janvier. 

## Population
Lors du recensement de 2005, Bagarmi comptait 295 habitants.

Les diagnostics participatifs réalisés à l'occasion de la publication du Plan communal de développement (PCD) de la commune de Martap en 2015 ont permis de recenser 410 personnes.

## Projets sociaux et économiques
Le Plan communal de développement de 2015 a mis en place plusieurs projets pour améliorer les conditions de vie des habitants. Ces projets visent le développement au niveau de l'infrastructure, l'agriculture, l'industrie animale, l'éducation, la santé publique et d'autres secteurs.

### Projets sociaux
Parmi les projets prioritaires situés à Bargami, on note l'étude de faisabilité pour la réhabilitation du forage endommagé à Bagarmi, la construction d'un bâtiment de deux salles de classe, ainsi que le reprofilage de la route rurale. On a estimé la réalisation de ces trois projets à 22 500 000 Francs CFA.

### Projets économiques
Trois projets économiques ont été planifiés en 2015. Selon le PCD, il fallait se concentrer sur la construction d'une structure de transformation de lait, la réalisation d'un hangar au marché de Bagarmi, et finalement sur l'apport d'appui financier à la coopérative agropastorale. Le coût estimatif était de 40 000 000 Francs CFA.